# Paul Is Live
| 전문가 평가                    | 전문가 평가 |
| 평가 점수                      | 평가 점수   |
| 출처                           | 점수        |
| ------------------------------ | ----------- |
| AllMusic                       | [ 1 ]       |
| Encyclopedia of Popular Music  | [ 2 ]       |
| Entertainment Weekly (album)   | B+          |
| Entertainment Weekly (video)   | B           |
| The Essential Rock Discography | 4/10        |
| MusicHound                     | [ 6 ]       |
| The Rolling Stone Album Guide  | [ 7 ]       |

《Paul Is Live》는 1993년 The New World Tour에서 음반 《Off the Ground》를 지원하기 위해 발매된 폴 매카트니의 라이브 음반이다. 이 음반 커버는 비틀즈의 1969년 음반 《Abbey Road》의 커버에 바탕을 두고 있으며 "폴 매카트니 사망설"이라는 음모론에 대한 여러 가지 언급을 담고 있다.

## 제목 및 커버
이 음반의 제목은 비틀즈의 마지막 스튜디오 음반인 《Abbey Road》가 1969년 발매된 후 "폴 매카트니 사망설"라는 루머에 대한 반응이다. 커버는 1969년 8월 《Abbey Road》 음반 커버 화보에서 디지털로 변형한 사진이다. 둘 사이의 의도적인 차이는 다음과 같다.
- 폭스바겐 비틀의 번호판에 "LMW281F"라고 잘못 표기된 "LMW28IF"는 매카트니가 살았더라면 28살이었을 것이라는 의미로 "51IS"로 편집돼 당시 그의 나이가 51살임을 알 수 있다.
- 매카트니는 신발을 신고 있었지만, 《Abbey Road》에서 그는 맨발로 나타났고, 다른 비틀즈는 신발을 가지고 있었다. 이 불일치는 속임수에 대한 눈엣가시처럼 여겨졌다.
- 매카트니는 일부러 왼발을 앞으로 내밀고 있고, 《Abbey Road》에서 그는 다른 사람들과 보조를 맞추지 못한 채 오른발을 앞으로 내민다. 그리고 이것은 그가 다른 존재의 평면에 있다는 것을 상징하기 위한 것으로 알려져 있다.
- 왼손잡이 매카트니는 《Abbey Road》에서 오른손으로 담배를 들고 있어 매카트니가 아니라 사기꾼이라는 생각을 뒷받침하고 있으며, 이 커버에서는 매카트니가 왼손으로 개 목줄을 잡고 있는 모습이 보인다.

## 곡 목록
모든 곡들은 특별한 언급이 없는 한 폴 매카트니에 의해 작사/작곡하였다.
| #   | 제목                           | 작사·작곡                | 재생 시간 |
| --- | ------------------------------ | ------------------------ | --------- |
| 1.  | 〈Drive My Car〉               | 존 레논, 매카트니        | 2:34      |
| 2.  | 〈Let Me Roll It〉             | 매카트니, 린다 매카트니  | 4:10      |
| 3.  | 〈Looking for Changes〉        |                          | 2:43      |
| 4.  | 〈Peace in the Neighbourhood〉 |                          | 4:50      |
| 5.  | 〈All My Loving〉              | 레논, 매카트니           | 2:16      |
| 6.  | 〈Robbie's Bit (Thanks Chet)〉 | 로비 매킨토시            | 2:00      |
| 7.  | 〈Good Rockin' Tonight〉       | 로이 브라운              | 2:48      |
| 8.  | 〈We Can Work It Out〉         | 레논, 매카트니           | 2:42      |
| 9.  | 〈Hope of Deliverance〉        |                          | 3:29      |
| 10. | 〈Michelle〉                   | 레논, 매카트니           | 2:56      |
| 11. | 〈Biker Like an Icon〉         |                          | 3:40      |
| 12. | 〈Here, There and Everywhere〉 | 레논, 매카트니           | 2:29      |
| 13. | 〈My Love〉                    | P. 매카트니, L. 매카트니 | 4:06      |
| 14. | 〈Magical Mystery Tour〉       | 레논, 매카트니           | 3:15      |
| 15. | 〈C'Mon People〉               |                          | 5:38      |
| 16. | 〈Lady Madonna〉               | 레논, 매카트니           | 2:33      |
| 17. | 〈Paperback Writer〉           | 레논, 매카트니           | 2:39      |
| 18. | 〈Penny Lane〉                 | 레논, 매카트니           | 2:58      |
| 19. | 〈Live and Let Die〉           | P. 매카트니, L. 매카트니 | 3:51      |
| 20. | 〈Kansas City〉                | 제리 리버, 마이크 스톨러 | 3:54      |
| 21. | 〈Welcome to Soundcheck〉      |                          | 0:41      |
| 22. | 〈Hotel in Benidorm〉          |                          | 2:00      |
| 23. | 〈I Wanna Be Your Man〉        | 레논, 매카트니           | 2:36      |
| 24. | 〈A Fine Day〉                 |                          | 6:18      |

## 인증
음반 발매
| 국가                       | 인증 | 판매량/출하량 |
| -------------------------- | ---- | ------------- |
| 스페인 (PROMUSICAE)        | 골드 | 50,000^       |
| ^출하량을 기반으로 한 인증 |      |               |

비디오 발매
| 국가                       | 인증 | 판매량/출하량 |
| -------------------------- | ---- | ------------- |
| 미국 (RIAA)                | 골드 | 50,000^       |
| ^출하량을 기반으로 한 인증 |      |               |